# Shantae: Risky's Revenge
Shantae: Risky's Revenge è un videogioco a piattaforme del 2010 sviluppato dalla WayForward Technologies. Si tratta del secondo capitolo dell'omonima serie. Così come accadeva nel precedente Shantae (2002), in questo episodio la protagonista dovrà fermare i piani malvagi della sua nemesi, la piratessa Risky Boots.
Dopo essere stato inizialmente pubblicato per Nintendo DSi nell'ottobre del 2010, Risky's Revenge uscì anche per IOS il 27 ottobre 2011 con nuovi contenuti. Il 15 giugno 2014 venne ripubblicata per Microsoft Windows una versione ulteriormente migliorata del gioco dal titolo Shantae: Risky's Revenge - Director's Cut. In seguito, il gioco uscì anche per PlayStation 4 il 23 giugno 2015, per Wii U il 24 marzo 2016. È inoltre prevista l'uscita del gioco per Nintendo Switch (nel mese di settembre del 2020) e Xbox One.